# Gwangyang
Gwangyang es una ciudad de la provincia de Jeolla del Sur, en Corea del Sur. La ciudad es sede de los Chunnam Dragons equipo de fútbol de la Liga coreana. La ciudad tiene una población de 138,012 habitantes aproximadamente.
2003 Véase Ciudad de Gwangyang

## Geografía
Gwangyang, se localiza geográficamente entre los 127°35'00" E, y los 34°54′10" N.
La superficie que ocupa la ciudad es de 446.08 km².